# Lab. (go!go!vanillasのアルバム)
『Lab.』（ラブ）は、日本のロックバンド・go!go!vanillasが2024年11月6日にIRORI Recordsから発売した、メジャーでは7枚目、通算で8枚目のフルアルバムである。2025年3月19日にはLP盤が再発売された。

## 概要
前作『DREAMS』から約1年振り、フルアルバムとしては『FLOWERS』から約1年11か月振りとなるアルバムで、事務所独立後、またIRORI Records移籍後初となるフィジカルリリースである。メジャーデビュー10周年を迎えた翌日にリリースされた。
CDのみからなる通常盤と、CDとBlu-rayからなる初回限定盤の2形態でリリースされた。CDには配信シングル「SHAKE」「平安」「来来来」「Persona」を含む全10曲が収録されている。初回限定盤付属Blu-rayには、"Lab. STUDIO LIVE"として、アルバムより3曲のスタジオライブ映像が収録されている。
ジャケット写真は、白い背景にアルバムタイトルである「Lab.」の文字と、黒いハートが浮き上がったデザインとなっている。アートワークは「来来来」「Persona」に引き続き花房真也が担当した。
タイトルは“Laboratory”の略称でありながらも、“LOVE”という意味も込められているとのこと。
初週約3770枚を売り上げ、オリコン、Billboard Japan Top Albums Salesにて共に17位にランクインした。
今作を引っ提げたライブとして、「東京 Lab. ストーリー」「Lab. TOUR 2024-2025」が開催された。

### リリースまで
2024年8月11日開催のROCK IN JAPAN FESTIVAL 2024のステージ上で今作のリリースと今作を引っ提げたツアー「Lab. TOUR 2024-2025」の開催が発表された。
9月8日には、アルバムの発売日が11月6日に決定したことと商品形態と一部の収録内容が発表された。また、同日に両国国技館にて開催されていた大相撲九月場所の土俵上の懸賞旗にて、11月10日に両国国技館にてアルバム発売を記念したフリーライブ「東京 Lab. ストーリー」を開催することを発表した。
9月11日にアルバムのアートワークが発表され、予約が開始された。また、各CDショップ特典や予約特典も発表された。内容は以下の通り。
| 店舗                          | 特典内容                       |
| ----------------------------- | ------------------------------ |
| セブンネットショッピング      | オリジナルランチトート         |
| タワーレコード                | オリジナル懸賞旗ステッカー     |
| HMV                           | オリジナルポストカード         |
| 楽天ブックス                  | オリジナルアクリルキーホルダー |
| Amazon                        | メガジャケ (STUDIO LIVE Ver.)  |
| その他CDショップ              | オリジナルステッカーシート     |
| 公式ファンクラブ (go!go!CLUB) | デスクカレンダー               |

9月28日には、アルバム収録の新曲「Persona」がテレビ東京系ドラマプレミア23『Qrosの女』のオープニングテーマに決定したことと、「Persona」を10月9日に先行配信することが発表された。
10月3日には、初回限定盤収録の「Lab. STUDIO LIVE」のティザー映像がYouTube上で公開された。
10月4日には、アルバム収録曲のタイトルと曲順、初回限定盤収録映像の詳細情報が公開された。また、前述のCDショップ別予約特典の絵柄も同時に公開された。
リリース1週間前の10月30日には、Apple MusicとSpotifyにてアルバムの配信予約が開始された。
11月3日には、FM802「Grace Place」にて、本作の収録曲「クロスロオオオード」のオンエアが初解禁された。
11月5日にはアルバム収録曲のトレイラー映像と、リード曲「Leyline」のMVのティザー映像が公開された。
11月6日、リリース。「Leyline」のMVが公開された。公開から2週間後の11月20日には、MVのメイキング映像が公開された。

## 批評
音楽ライターの小川智宏は、本作に関して、楽曲自体にバラエティ性があることや5人のミックスエンジニアが参加していることに言及した上で、「このアルバムから浮かび上がるバニラズは、これまで以上にひと言では言い表せないさまざまな顔を見せてくれる。しかし、牧達弥（Vo・G）の描く明確なビジョンと、それを的確に具現化するメンバー3人の手腕が、その一見バラバラな楽曲たちをガッチリと結びつける。」と述べている。
また、同じく音楽ライターの石角友香は、本作に関して「モダナイズされたジャズファンクやインディポップ、The Beatlesへのオマージュなど多彩な側面を持ち込みつつ、各々の楽曲に複数のジャンル感が混交し、2024年に日本語のロックが果たしうる可能性も突き詰めた成果が鳴っている。」と述べている。

## 収録内容

### CD
| 全作詞・作曲: 牧達弥、全編曲: go!go!vanillas、井上惇志。 |                        |        |            |       |
| #                                                        | タイトル               | 作詞   | 作曲・編曲 | 時間  |
| 1.                                                       | 「Lab.」               | 牧達弥 | 牧達弥     | 01:26 |
| 2.                                                       | 「HIBITANTAN」         | 牧達弥 | 牧達弥     | 03:20 |
| 3.                                                       | 「クロスロオオオード」 | 牧達弥 | 牧達弥     | 02:53 |
| 4.                                                       | 「来来来」             | 牧達弥 | 牧達弥     | 03:33 |
| 5.                                                       | 「SHAKE」              | 牧達弥 | 牧達弥     | 04:03 |
| 6.                                                       | 「Leyline」            | 牧達弥 | 牧達弥     | 04:49 |
| 7.                                                       | 「Super Star Child」   | 牧達弥 | 牧達弥     | 03:53 |
| 8.                                                       | 「Persona」            | 牧達弥 | 牧達弥     | 03:06 |
| 9.                                                       | 「平安」               | 牧達弥 | 牧達弥     | 03:12 |
| 10.                                                      | 「Moonshine」          | 牧達弥 | 牧達弥     | 04:27 |
| 合計時間:                                                | 合計時間:              | 34:48  |            |       |

### 初回限定盤付属Blu-ray
| #  | タイトル   | 作詞 | 作曲・編曲 |
| -- | ---------- | ---- | ---------- |
| 1. | 「SHAKE」  |      |            |
| 2. | 「平安」   |      |            |
| 3. | 「来来来」 |      |            |

| #  | タイトル                | 作詞 | 作曲・編曲 |
| -- | ----------------------- | ---- | ---------- |
| 4. | 「Lab. SOLO INTERVIEW」 |      |            |

| #  | タイトル                         | 作詞 | 作曲・編曲 |
| -- | -------------------------------- | ---- | ---------- |
| 5. | 「Lab. STUDIO LIVE - AFTERTALK」 |      |            |

## 楽曲解説
本作は、メジャー1stアルバム『Magic Number』ぶりに全ての楽曲が牧により作詞作曲された。また、本アルバムはバンド史上初めて全ての収録曲に外部のミュージシャンが参加している。ミックスは小森雅仁、浦本雅史、渡辺省二郎、飯場大志、illicit tsuboiの5人のエンジニアが担当した。また、マスタリングはMetropolis Studiosのマット・コルトンが担当した。
1. Lab.
  - 本作のタイトル曲で、インスト楽曲[31]。牧曰く、移籍第1弾のアルバムということで、バンドとしての新たな始まりを感じられるような曲をアルバムの1曲目に据えたとのこと[31]。
  - 楽器以外にも海の音や蒸気機関車の音などが曲中に組み込まれている[32]。
2. HIBITANTAN
  - イギリスでのレコーディング時にワンコーラスのみ製作されていた[31]。「SHAKE」「平安」「Leyline」の3曲は牧が日本で製作したデモ音源をイギリスで録音したのに対し、この曲はイギリスでゼロから製作された[32]。
  - 本作で唯一、歌詞は牧自身に向けたもの[31]。セイヤは本楽曲の歌詞について、「牧と二人で飲んでる時の感覚に近い」と評している[31]。
  - 創作における人間的な感情と、AIなどの新たな技術との戦いについて歌った楽曲[31]。
  - 牧は本楽曲を「このアルバムを包括するような一曲」と評している[32]。
3. クロスロオオオード
  - 英題は「Crossroad」[33]。

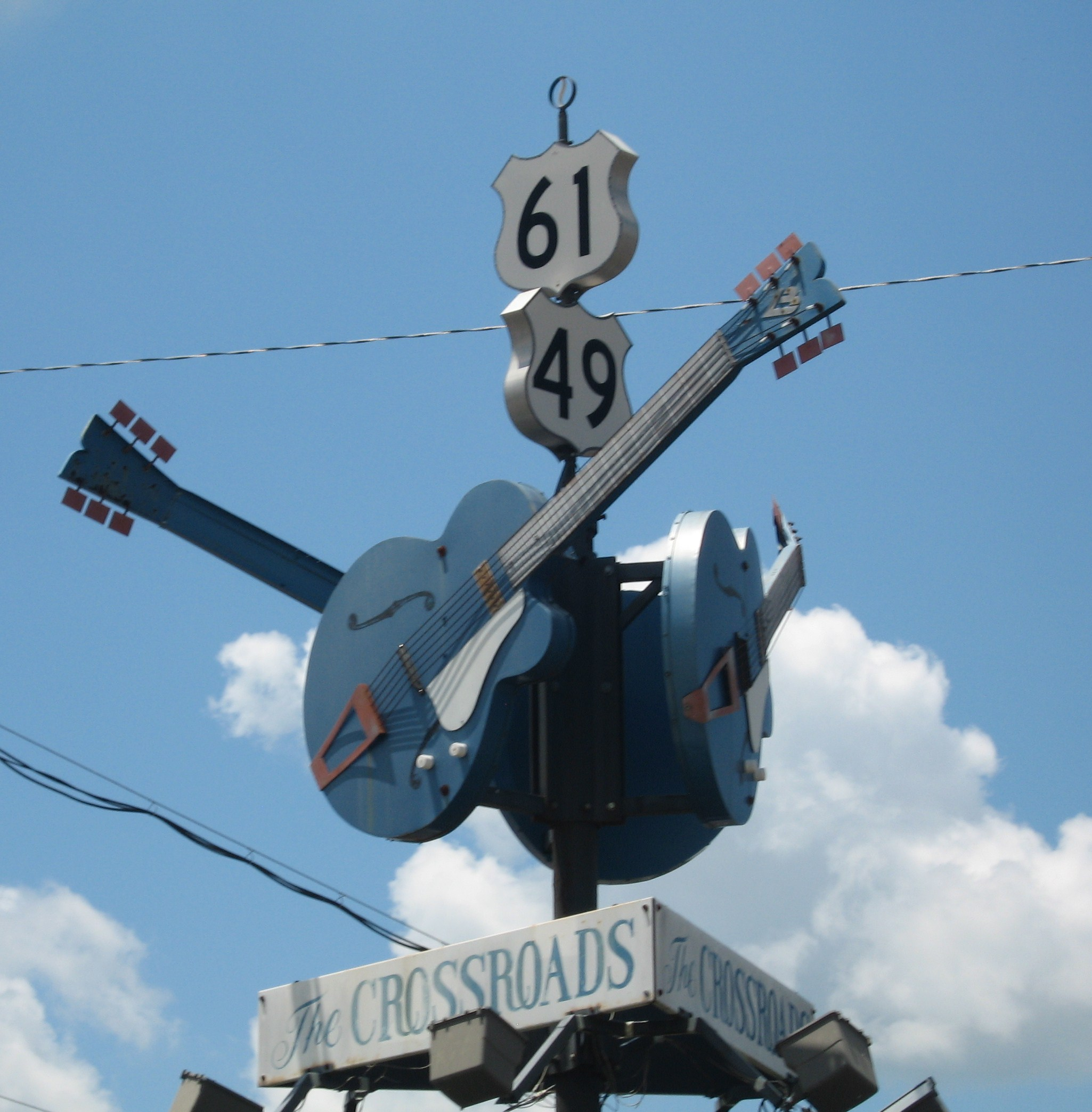
クロスロード伝説の舞台とされている、ミシシッピ州クラークスデールに位置する国道61号線と49号線が交わる十字路。

  - アメリカのブルース・ギタリストであるロバート・ジョンソンにまつわる「クロスロード伝説」がモチーフとなった楽曲[29]。クロスロード伝説の舞台とされている、ミシシッピ州クラークスデールに位置する国道61号線と49号線が交わる十字路。「クロスロード伝説」とは、ジョンソンがブルースのテクニックのために悪魔に魂を売り渡したとする逸話[34]。歌詞は、その伝説に登場する悪魔と青年（ジョンソン）の掛け合いで構成されているが、本作の歌詞では青年は悪魔と取引をしないことを選ぶという点でアンチテーゼとなっている[29]。プリティは本楽曲の歌詞について、「最初に《耳をかっぽじってよく聞け。》って悪魔が言うんですけど、最後に青年のほうがその同じ言葉を返すっていうのが僕はすごく好きで」と語る[29]。
  - IRORI Recordsへの移籍後最初に製作された楽曲[35]。牧は「この曲が最初にできたのはすごく納得というか。レーベルも移籍して事務所も独立してっていう過渡期の中での自分たちが、すごく描かれてるのかなって思う」と述べている[29]。
  - プリティは「グルーヴを出すためにどこまでドラムと仲良く弾けるかを意識した。」「Vulfpeckを聴いてて"Joe Dartになろう"みたいな挑戦をした。」と発言している。
4. 来来来
  - デジタルシングルの表題曲。
5. SHAKE
  - デジタルシングルの表題曲。イギリスでレコーディングが行われた[32]。
6. Leyline
  - 今作のリード曲[26]。
  - タイトルの「レイライン」とは、古代の遺跡には直線的に並ぶよう建造されたものがあるという仮説のこと[36]。
  - アルバム製作の序盤に製作された楽曲で、テーマは「光と闇」といった二元性[35]。
  - ザ・ヴァーヴを意識したストリングスが入っている楽曲[35]。
  - 「SHAKE」「平安」に引き続きロンドンにてレコーディングが敢行された、「ロンドン三部作」の集大成と位置付けられる楽曲[26]。ストリングスのレコーディングは、演奏者が一本のマイクを囲うような形で行われた[35]。
  - 「SHAKE」「平安」に引き続き今原電気が監督を担当したMVが製作されている。モノクロの映像にメンバーの演奏シーンと、直線が重なったようなオブジェクトが映し出される映像となっている[26]。
  - 音楽ライターの石角友香は、本楽曲に関して「荘厳なチェロの旋律から始まるこの曲は曲調やバンドアレンジにどこかThe Beatlesを想起させる。特にジェットセイヤのドラムパターンやスネアのサウンドにそれは顕著だ。牧が書くメロディも広く英国的と呼ばれるラインを持っている。」と評した[36]。
7. Super Star Child
  - 製作の終盤に完成した楽曲[29]。
  - アルバムタイトルの「Lab.」（=実験室）にもあるように、実験的に様々なテイストの楽曲を製作していく中で、牧が一度原点に戻りたいという感情になったときに出来上がった楽曲[37]。そのため、当初の曲調は牧のルーツでもあるフォーク調でバラードのようなものであった[35]。しかし、前曲「Leyline」がバラードに仕上がったことで本楽曲の曲調はアッパーなロックチューンとなった[35]。
  - プリティやセイヤは本楽曲の歌詞をアルバムでもっとも好きな歌詞として挙げている[35]。
8. Persona
  - 本作の先行シングルの表題曲。
9. 平安
  - デジタルシングルの表題曲。イギリスでレコーディングが行われた[32]。
10. Moonshine
  - タイトルの"moonshine"には密造酒という意味もある[38]。
  - 歌詞のテーマは、牧の「ロックバンドやロックスターは、ある意味、ずっと酔い続けてるような感覚で上り詰めていくものだ」という考え[38]。
  - 牧は本楽曲の歌詞に関して、「マンツーマンで『1』に対して向き合っているものを書けた。そういう温度を感じられるものを改めて大事に思いながら歌詞が書けたから、『あ、もとの自分はちゃんといるんだなあ』と感じた」と述べている[37]。また、終盤の歌詞はHUNTER×HUNTERから影響を受けているという[38]。
  - 柳沢は本楽曲をアルバムで一番好きな曲として挙げている[38]。また、セイヤは、本楽曲の曲調を「『パラノーマルワンダーワールド』や『LIFE IS BEAUTIFUL』の進化系」と評している[38]。

## 収録映像解説
「Lab.」をコンセプトに撮り下ろした、数曲のスタジオライブ映像が収録された。また、メンバーのソロインタビューに加え、ライブのアフタートークも収録されている。スタジオライブには、井上惇志 from showmore（Keyboards, MPC）、Takumadrops（Keyboards）、曽我部泰紀（Tenor Saxophone）の3人のゲストミュージシャンが撮影に参加している。映像のディレクションは、「SHAKE」「平安」のMV監督を務めた今原電気が担当した。
Lab. STUDIO LIVE
1. SHAKE
2. 平安
3. 来来来

## 参加ミュージシャン

### Lab. (CD)
- Tatsuya Maki: Programming, Vocal(except M1), Electric Guitar(M1,3,4,7,8), Acoustic Guitar(M2,6,10)
- Shintaro Yanagisawa: Electric Guitar, Backing Vocals(M3,5,6,7,10), Vocals(M4)
- Keisuke "pretty" Hasegawa: Electric Bass, Backing Vocals(M3,4,5,6,10)
- JETT SEIYA: Drums, Backing Vocals(M3,4,5,6,7,10)
- Atsushi Inoue: Piano(M1,2,4,5,6,7,10), Programming(M1,2,3,4,9), Synthesizer(M2,3,4,8,9), Organ(M5,6,7,8), Clavinet(M1,8), Keyboards(M4,9), Ace Tone(M7,8), Contrabass(M1), Wurlitzer(M3), Rhodes(M8), Synth Bass(M9)

- Takezo Yamada: Trumpet(M3,6)
- Gemma Moore: Saxophone(M5)
- Eloisa - Fleur Thom: 1st Violin(M6)
- Amy Tress: 2nd Violin(M6)
- Stephen Upshaw: Viola(M6)
- Brian O'Kane: Cello(M6)
- Manami Nezu (showmore): Backing Vocals(M9)
- Jack McCartney: Horn Arrangement(M5), Strings Arrangement(M6)

### Lab. STUDIO LIVE (Blu-ray)
go!go!vanillas
- Tatsuya Maki
- Shintaro Yanagisawa
- Keisuke "pretty" Hasegawa
- JETT SEIYA

ADDITIONAL MUSICIANS
- Keyboards, MPC: Atsushi Inoue
- Keyboards: Takumadrops
- Tenor Saxphone: Yasuki Sogabe

## タイアップ
| 使用年 | 曲名    | タイアップ                                                 |
| ------ | ------- | ---------------------------------------------------------- |
| 2024年 | Persona | テレビ東京系ドラマプレミア23『Qrosの女』オープニングテーマ |
| 2024年 | Leyline | 長崎国際テレビ「AIR」2024年12月度オープニングテーマ        |

## 関連ライブ

### Lab. TOUR 2024-2025
「Lab. TOUR 2024-2025」（ラブ ツアー 2024-2025）は、今作を引っ提げて開催された全国ツアーで、「LIVE HOUSE & HALL編」と「ARENA編」から構成される。
ARENA編では2度目となる大阪城ホール公演と前回の日本武道館公演のステージ上で目標として宣言した、自身初となる日本武道館2DAYS公演が開催された。静岡、石川、新潟、長崎、大分、広島、香川でのホール公演の会場は全て初めて訪れる会場となった。柳沢の地元である秋田CLUB SWINDLEでのライブは柳沢の希望によりツアー行程に追加された。
2024年5月5日に開催されたライブ「Ready Steady go!go! vol.09」のアンコールのMCにて「go!go!vanillas Arena Tour 2025」の開催が発表された。
8月11日にROCK IN JAPAN FESTIVAL 2024のステージ上で本ツアーの開催と「go!go!vanillas Arena Tour 2025」をタイトル改め本ツアーのARENA編とすること、新たにLIVE HOUSE & HALL編を開催することが発表された。
11月20日には、ツアーグッズが発表された。
日本武道館公演のチケットは一般販売開始から2日で両日ともに完売した。大阪城ホール公演のチケットも2か月足らずで完売した。

#### 日程・会場
| 日程                 | 日程                 | 会場                                            | 開場                 | 開演                 | 備考 |
| LIVE HOUSE & HALL 編 | LIVE HOUSE & HALL 編 | LIVE HOUSE & HALL 編                            | LIVE HOUSE & HALL 編 | LIVE HOUSE & HALL 編 | LIVE HOUSE & HALL 編 |
| -------------------- | -------------------- | ----------------------------------------------- | -------------------- | -------------------- | --- |
| 2024年               | 11月27日             | 東京・Zepp Haneda                               | 18:00                | 19:00                | |
| 2024年               | 11月28日             | 東京・Zepp Haneda                               | 18:00                | 19:00                | 2025年1月10日放送のテレビ東京系「超音波」にて、本公演に密着したドキュメンタリー映像が放送された。                                   |
| 2024年               | 12月4日              | 大阪・Zepp Osaka Bayside                        | 18:00                | 19:00                | |
| 2024年               | 12月5日              | 大阪・Zepp Osaka Bayside                        | 18:00                | 19:00                | |
| 2025年               | 1月18日              | 静岡・静岡市民会館 大ホール                     | 17:00                | 18:00                | |
| 2025年               | 2月7日               | 愛知・Zepp Nagoya                               | 18:00                | 19:00                | |
| 2025年               | 5月28日 2月8日       | 愛知・Zepp Nagoya                               | 18:00 16:00          | 19:00 17:00          | 牧が鼻を負傷したことにより開催が延期となった。振り替え公演にて「SCARY MONSTERS TOUR 2025-2026」名古屋ガイシホール公演の開催を発表。 |
| 2025年               | 2月14日              | 福岡・Zepp Fukuoka                              | 18:00                | 19:00                | |
| 2025年               | 2月15日              | 福岡・Zepp Fukuoka                              | 16:00                | 17:00                | |
| 2025年               | 2月22日              | 石川・本多の森北電ホール                        | 17:00                | 18:00                | |
| 2025年               | 2月24日              | 新潟・新潟テルサ                                | 17:00                | 18:00                | |
| 2025年               | 3月2日               | 北海道・Zepp Sapporo                            | 17:00                | 18:00                | 公演内で北海道ツアー「First Lab. TOUR」の開催を発表。                                                                               |
| 2025年               | 3月20日              | 秋田・秋田CLUB SWINDLE                          | 17:30                | 18:00                | |
| 2025年               | 3月22日              | 宮城・仙台GIGS                                  | 17:00                | 18:00                | |
| 2025年               | 3月29日              | 長崎・ベネックス長崎ブリックホール              | 17:00                | 18:00                | |
| 2025年               | 3月30日              | 大分・別府ビーコンプラザ フィルハーモニアホール | 17:00                | 18:00                | |
| 2025年               | 4月12日              | 広島・広島 上野学園ホール                       | 17:00                | 18:00                | |
| 2025年               | 4月13日              | 香川・サンポートホール高松 大ホール             | 17:00                | 18:00                | |
| ARENA編              |                      |                                                 |                      |                      | |
| 2025年               | 3月8日               | 東京・日本武道館                                | 17:00                | 18:00                | |
| 2025年               | 3月9日               | 東京・日本武道館                                | 16:00                | 17:00                | この日の公演の模様が『SCARY MONSTERS EP』のDVD/Blu-ray版に収録された。                                                              |
| 2025年               | 4月20日              | 大阪・大阪城ホール                              | 17:00                | 18:00                | 終演後に「SCARY MONSTERS TOUR 2025-2026」の開催を発表。                                                                             |

## ライブ映像作品
シングル曲については各作品の項目を参照
HIBITANTAN
- SCARY MONSTERS EP

クロスロオオオード
- LIVE FILM「東京 Lab. ストーリー」2024.11.10 両国国技館
- SCARY MONSTERS EP

Leyline
- LIVE FILM「東京 Lab. ストーリー」2024.11.10 両国国技館
- SCARY MONSTERS EP

Super Star Child
- SCARY MONSTERS EP

Moonshine
- SCARY MONSTERS EP

## インスト版
本作のインストゥルメンタル版の音源が2024年12月25日に配信限定でリリースされた。
ジャケットは、本作のジャケットから“Lab.”の文字を取ったデザインとなっている。
バンドがインストゥルメンタル音源をリリースするのは本作が初である。
インスト曲「Lab.」のみ、原曲のままで収録されている。

### 収録内容
| #         | タイトル                              | 作詞  | 作曲・編曲 | 時間  |
| --------- | ------------------------------------- | ----- | ---------- | ----- |
| 1.        | 「Lab.」                              |       |            | 01:26 |
| 2.        | 「HIBITANTAN (Instrumental)」         |       |            | 03:20 |
| 3.        | 「クロスロオオオード (Instrumental)」 |       |            | 02:53 |
| 4.        | 「来来来 (Instrumental)」             |       |            | 03:33 |
| 5.        | 「SHAKE (Instrumental)」              |       |            | 04:03 |
| 6.        | 「Leyline (Instrumental)」            |       |            | 04:49 |
| 7.        | 「Super Star Child (Instrumental)」   |       |            | 03:53 |
| 8.        | 「Persona (Instrumental)」            |       |            | 03:06 |
| 9.        | 「平安 (Instrumental)」               |       |            | 03:12 |
| 10.       | 「Moonshine (Instrumental)」          |       |            | 04:27 |
| 合計時間: | 合計時間:                             | 34:48 |            |       |